# Latarnia morska w Juodkrantė
Latarnia morska w Juodkrantė (lit. Juodkrantė švyturys) – znak nawigacyjny w postaci wieży znajdujący się na Mierzei Kurońskiej, 900 m od Bałtyku, w Juodkrantė, części miasta Nerynga na Litwie. Obiekt został zbudowany w 1950 roku. Latarnia morska jest wieżą szkieletową, w kształcie kwadratu. Jest położona w Parku narodowym Mierzei Kurońskiej 35 km od Kłajpedy.